# 北美鱂
北美鱂為輻鰭魚綱鯉齒目鯉齒亞目鯉齒鱂科的其中一種，分布於北美洲美國東北部的淡水流域，體長可達7公分，棲息在中底層水域，可作為觀賞魚。

## 擴展閱讀
維基物種上的相關：北美鱂